# Bothriochloa ensiformis
Bothriochloa ensiformis är en gräsart som först beskrevs av Joseph Dalton Hooker, och fick sitt nu gällande namn av Johannes Jan Theodoor Henrard. Bothriochloa ensiformis ingår i släktet Bothriochloa och familjen gräs. Inga underarter finns listade i Catalogue of Life.